# Anaphes dytiscidarum
Anaphes dytiscidarum är en stekelart som beskrevs av Rimsky-korsakov 1920. Anaphes dytiscidarum ingår i släktet Anaphes och familjen dvärgsteklar. Inga underarter finns listade i Catalogue of Life.